# Élisabeth d'York
Pour les articles homonymes, voir Élisabeth d'Angleterre et Élisabeth d'York (homonymie).
 (mars 2023).
Si vous disposez d'ouvrages ou d'articles de référence ou si vous connaissez des sites web de qualité traitant du thème abordé ici, merci de compléter l'article en donnant les références utiles à sa vérifiabilité et en les liant à la section « Notes et références ».
Élisabeth d'York (en anglais Elizabeth of York) est une princesse anglaise née le 11 février 1466 et morte le 11 février 1503. Fille d'Édouard IV et nièce de Richard III, elle épouse le 18 janvier 1486 le roi Henri VII Tudor et devient reine d'Angleterre en tant qu'épouse et consort du roi. Ce mariage est destiné à mettre fin à la guerre des Deux-Roses en unissant l'héritière de la maison d'York à l'héritier de la maison de Lancastre.

## Biographie

### Princesse d'Angleterre
Élisabeth, aînée des enfants du roi Édouard IV d'Angleterre et de sa reine consort Élisabeth Woodville, naît à Westminster. Bien qu'elle soit la première des enfants du couple, sa mère avait déjà deux fils de son premier mariage avec Sir John Grey.
Ses frères et sœurs sont Marie d'York, Cécile d'York, Édouard V d'Angleterre, Marguerite d'York (princesse d'York), Richard de Shrewsbury, duc d'York, Anne d'York, Georges Plantagenêt, Catherine d'York et Brigitte d'York.
Elle est nommée dame de l'ordre de la Jarretière en 1477, en même temps que sa mère et sa tante paternelle Élisabeth d'York, duchesse de Suffolk. À quatre ans, elle est brièvement fiancée à George Neville, le fils de John Neville, marquis Montagu, soutien d'Édouard IV. Montagu change d'allégeance cependant, rejoignant la rébellion de son frère Richard Neville, et la promesse est annulée. En 1475, elle se voit proposée en mariage à Charles, le dauphin de France et futur roi Charles VIII. Ce plan échoue car le père de Charles, Louis XI, annule la promesse de mariage en 1482.

### La fin de la guerre civile
En 1483 Édouard IV meurt, et le frère cadet d'Élisabeth, Édouard V, devient roi. Son oncle Richard, duc de Gloucester est nommé régent et protecteur de son neveu. Peu après la mort de son frère, Richard commence à isoler son neveu de ses parents Woodville. Il intercepte Édouard V, qui se rend de Ludlow (sa résidence de prince de Galles) à Londres pour y être couronné. Édouard est placé dans la résidence royale de la tour de Londres, officiellement pour sa protection ; il fait également arrêter les précepteurs du jeune roi, son oncle Anthony Woodville et son demi-frère Richard Grey. Élisabeth Woodville se rend alors avec son fils cadet, Richard, et ses filles dans le sanctuaire de l'abbaye de Westminster. Gloucester demande que le petit Richard tienne compagnie à son frère dans la tour de Londres, ce qu'Élisabeth accepte.
Deux mois plus tard, le 22 juin 1483, le mariage d'Édouard IV et d'Élisabeth est annulé pour bigamie, car l'ancien roi aurait en effet secrètement épousé Éléonore Talbot en 1461. Celle-ci, étant décédée en 1468, elle est encore vivante lors du mariage avec Élisabeth. Les enfants du couple deviennent bâtards, et donc inaptes à la succession. Le Parlement édicte un acte, Titulus Regius (le titre royal), qui confirme cette position : il rend illégitimes les enfants d'Édouard IV, et proclame Richard comme roi légitime. Richard monte sur le trône le 6 juillet 1483, sous le nom de Richard III d'Angleterre, et Édouard V et son frère disparaissent peu après. Bientôt, la rumeur de leur assassinat se répand. 
Élisabeth Woodville fait alors alliance avec Lady Margaret Beaufort, mère d'Henri Tudor, le parti le plus proche de la royauté que possède le clan Lancastre. Bien qu'Henri soit l'arrière-arrière-petit-fils du roi Édouard III, il ne peut pas prétendre au trône, à cause d'une clause qui supprime de la ligne de succession toute la descendance de Jean de Gand et de sa maîtresse (qui deviendrait sa troisième épouse) Katherine Swynford. En dépit de cela, sa mère et Élisabeth Woodville décident qu'Henri réclamerait le trône, puis, quand il s'en serait emparé, épouserait Élisabeth, la fille aînée de Woodville et d'Édouard IV, unissant ainsi les deux familles rivales. Le 25 décembre 1483, dans la cathédrale de Rennes, Henri jure d'épouser Élisabeth, et commence aussitôt à préparer une invasion.
Pendant ce temps, Richard III prévoit de marier Élisabeth à un officier naval sans importance, fils de Robert Stillington. Cependant, le promis est capturé par les Français au large des côtes de Normandie, et emprisonné à Paris, où il meurt « de faim et de pauvreté ».
En 1484, Élisabeth et sa famille quittent enfin l'abbaye de Westminster et retournent à la cour de Richard. Le bruit court alors que Richard III, son oncle, a l'intention de l'épouser. Sa femme, Anne Neville, tombe gravement malade peu de temps après la mort de leur fils unique Édouard. Richard nie ces rumeurs, bien que selon la Chronique de Croyland, il ait été pressé de le faire par les ennemis des Woodville, qui craignent de devoir bientôt rendre les terres qui leur ont été confisquées. Il n'existe pas de preuve flagrante d'une éventuelle intention de Richard d'épouser Élisabeth, bien que Sir George Buck ait plus tard affirmé avoir été en possession d'une lettre d'Élisabeth indiquant qu'elle était au courant de ces projets, et n'y était pas opposée.
Cependant, le 7 août 1485, Henri et son armée débarquent au pays de Galles et entament leur marche vers Londres. Le 22 août 1485, Richard III, trahi par un de ses capitaines, meurt lors de la bataille de Bosworth Field. Henri prend la couronne en droit de conquête et de lignage, sous le nom d'Henri VII.

### Reine consort d'Angleterre
Henri Tudor est l'héritier de la maison des Lancastre. Élisabeth appartient à la maison d'York. Mais elle s'avère aussi et surtout la première dans l'ordre de succession, en droit donc de prétendre seule à la couronne. Ses frères et ses oncles sont morts sans descendance. Bien qu'il sache la nécessité d'épouser Élisabeth pour assurer sa stabilité, Henri ne veut pas régner comme époux d'Élisabeth, mais comme conquérant : il n'a pas l'intention de partager le pouvoir avec elle.
Il fait annuler néanmoins le Titulus Regius qui concerne tous les enfants d'Édouard IV et d'Élisabeth Woodville, afin que la légitimité de son épouse et de leurs descendants ne soit pas remise en question. Il choisit d'être couronné le 30 octobre 1485, sans l'avoir encore épousée. N'ayant pas reçu la dispense du pape nécessaire au mariage, il ne l'épouse pas immédiatement ensuite. Le Parlement demande alors à ce qu'il honore son vœu sacré, et que le mariage ait enfin lieu, ce qu'il fait le 18 janvier 1486, après avoir reçu la dispense papale. Leur premier enfant, Arthur, naît le 20 septembre 1486, et Henri fait couronner Élisabeth le 25 novembre 1487.
Le mariage semble fructueux, et les deux époux paraissent avoir éprouvé de l'affection l'un pour l'autre. Élisabeth exerce peu d'influence politique, du fait de la forte personnalité de sa belle-mère Margaret Beaufort. Elle est belle, douce, aimable, et généreuse envers ses proches et ses servantes, et se montre très maternelle avec ses enfants. Elle aime la danse, la musique et les jeux de dé, elle s'occupe également de lévriers, et semble avoir apprécié la chasse et le tir à l'arc.

### Décès
Le 14 novembre 1501, le fils aîné d'Élisabeth, Arthur, épouse l'infante d'Espagne, Catherine d'Aragon, fille des rois catholiques Ferdinand II d'Aragon et Isabelle Ire de Castille, et les deux adolescents sont envoyés vivre à château de Ludlow, résidence habituelle du prince de Galles. Six mois plus tard, Catherine se retrouve veuve. La mort de son fils cause beaucoup de peine à Henri VII. Élisabeth le réconforte en lui faisant valoir que la propre mère du roi n'a eu d'autres enfants que lui, et que Dieu lui a laissé un beau prince, deux belles princesses, sans compter qu'ils sont tous deux assez jeunes (pour avoir d'autres enfants).
Il semble que le fait d'avoir perdu son fils aîné et héritier du trône, Arthur qui meurt peu de temps après son mariage avec Catherine d'Aragon, ait décidé Élisabeth à être enceinte une dernière fois afin d'assurer la succession. Elle meurt le jour de son trente-septième anniversaire, d'infection puerpérale neuf jours après avoir donné naissance à Catherine Tudor. Son mari semble l'avoir sincèrement pleurée. Bien qu'Henri VII laisse l'image d'un roi économe, les obsèques d'Élisabeth sont fastueuses et elle est enterrée à l'abbaye de Westminster.
Henri envisage plus tard de se remarier afin de renouveler son alliance avec l'Espagne : Jeanne, reine douairière de Naples (la nièce de Ferdinand II d'Aragon), Jeanne, reine de Castille (fille d'Isabelle et de Ferdinand) et Marguerite, duchesse douairière de Savoie (belle-sœur de Jeanne de Castille) sont des partis envisagés, mais Henri meurt veuf en 1509. Il repose auprès d'Élisabeth dans la chapelle Henri-VII, sous leurs effigies.

## Descendance

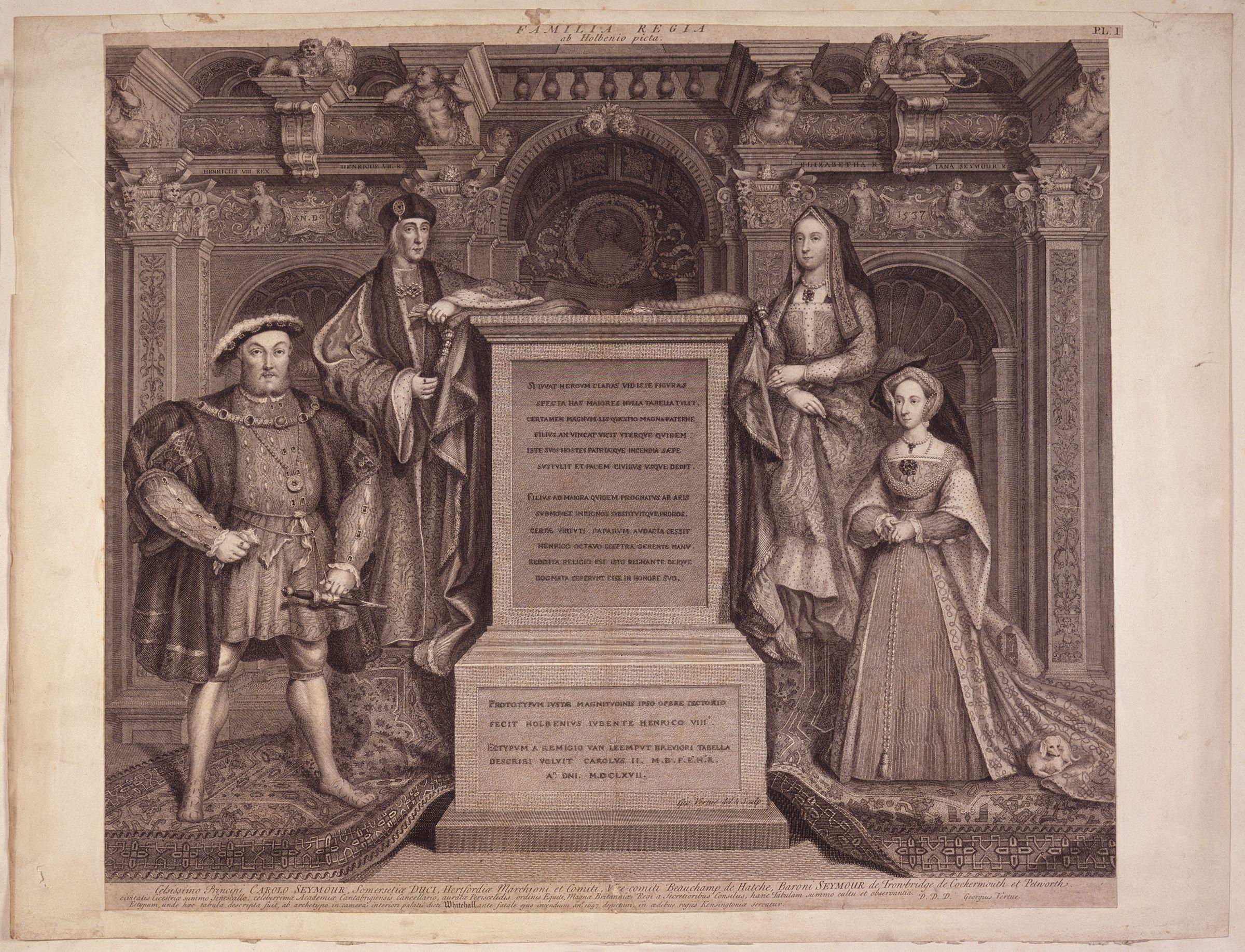
Henri VII, Élisabeth d'York, Henri VIII et Jeanne Seymour.

Élisabeth, d'une beauté renommée, a sept enfants d'Henri VII :
- Arthur, prince de Galles (20 septembre 1486 – 2 avril 1502) épouse en 1501 Catherine d'Aragon (1485-1536) ;
- Marguerite, reine consort d'Écosse (28 novembre 1489 – 18 octobre 1541) épouse en 1503 Jacques IV, roi d'Écosse ;
- Henri, duc d'York, qui deviendra Henri VIII (28 juin 1491 – 28 janvier 1547) épouse en 1509 la veuve de son frère Catherine d'Aragon, divorce en 1533 pour épouser Anne Boleyn ;
- Élisabeth Tudor (2 juillet 1492 – 14 septembre 1495), décédée à l'âge de trois ans frappée d'une sévère maladie ;
- Marie, reine consort de France (18 mars 1496 – 25 juin 1533), épouse en 1514 Louis XII de France (1462-1515), puis en 1515 Charles Brandon, duc de Suffolk ;
- Edmond Tudor (21 février 1499 – 19 juin 1500) ;
- Catherine Tudor (2 février 1503 - 10 février 1503).

### Famille

Arbre généalogique simplifié d'Élisabeth d'York.

## Postérité
Son deuxième fils Henri succède à son père sous le nom d'Henri VIII d'Angleterre, sa fille Marguerite épouse Jacques IV d'Écosse, et Marie épouse Louis XII de France. Marguerite est la mère de Jacques V d'Écosse, la grand-mère de Marie Ire d'Écosse et donc l'arrière-grand-mère de Jacques VI d'Écosse et Ier d'Angleterre. D'elle descendent ainsi tous les monarques britanniques.
Élisabeth apparaît dans plusieurs romans de Philippa Gregory : La Reine Blanche (qui raconte la vie de sa mère Élisabeth Woodville), La Princesse Blanche où elle est l'un des personnages principaux et les livres The Constant Princess et The King’s Curse (La malédiction du roi) qui relatent l’histoire de Catherine d’Aragon. Elle apparaît également dans les séries qui leur sont consacrées : The White Queen, jouée par Freya Mavor, The White Princess, incarnée par Jodie Comer et The Spanish Princess interprétée par Alexandra Moen.

### Notices dans des encyclopédies et manuels de références
- (en) Anne Commire &  Deborah Klezmer (dir.), Women in World History : a Biographical Encyclopedia, vol. 5 : Ead-Fur, Yorkin Publications / Gale Cengage, 3 février 2000, 837 p. (ISBN 9780787640644, lire en ligne), p. 172,
- (en) Brian Howard Harrison &  Lawrence Goldman (dir.), Oxford Dictionary of National Biography, vol. 18 : Ela-Fancourt, Oxford University Press, 24 septembre 2004, 998 p. (ISBN 9780198614111, lire en ligne), p. 82-85,
- (en) Sarah Tytler, Tudor Queens and Princesses, Barnes & Noble (réimpr. 2006) (1re éd. 1993), 423 p. (ISBN 9781566192385, lire en ligne), p. 152-158

### Essais et biographies
- (en) Lauren Rose Browne, « Elizabeth of York: Tudor Trophy Wife », dans Aidan Norrie, Carolyn Harris, J.L. Laynesmith, Danna R. Messer, Elena Woodacre, Tudor and Stuart Consorts. Power, Influence, and Dynasty, Palgrave Macmillan, 2022 (DOI https://doi-org/10.1007/978-3-030-95197-9_3), p. 19-40.
- (en) Nancy Lenz. Harvey, Elizabeth of York : the Mother of Henry VIII, Macmillan Publishing Company, 1er septembre 1973, 270 p. (ISBN 9780025485907, lire en ligne).
- (en) Amy Licence, Elizabeth of York : The Forgotten Tudor Queen, Amberley Publishing, 15 février 2013, 280 p. (ISBN 9781445609614, lire en ligne).
- (en) Jean Plaidy, To Hold the Crown : the Story of King Henry VII and Elizabeth of York, Three Rivers Press (réimpr. 2008) (1re éd. 1982), 420 p. (ISBN 9780307346193, lire en ligne).
- (en) Retha M. Warnicke, Elizabeth of York and Her Six Daughters-in-Law. Fashioning Tudor Queenship, 1485–1547, Palgrave Macmillan, 2017 (ISBN 978-3-319-56380-0, DOI https://doi-org/10.1007/978-3-319-56381-7)
- (en) Retha M. Warnicke, « Margaret Tudor, Countess of Richmond, and Elizabeth of York: Dynastic Competitors or Allies? », dans Valerie Schutte, Unexpected Heirs in Early Modern Europe, Palgrave Macmillan, 2017 (ISBN 978-3-319-55293-4, DOI https://doi-org/10.1007/978-3-319-55294-1_3), p. 35-59.
- (en) Alison Weir, Elizabeth of York : The First Tudor Queen, Jonathan Cape, 7 novembre 2013, 594 p. (ISBN 9780224089814, lire en ligne).

### Dans la littérature
- (en) Philippa Gregory, The White Princess, Atria Books, 23 juillet 2013, 552 p. (ISBN 9781451626094, lire en ligne),